# Dallmannberge
Die Dallmannberge (norwegisch Dallmannfjellet) bestehen aus einer Gruppe eisfreier Felsmassive und Nunatakker im ostantarktischen Königin-Maud-Land. Sie ragen auf einer Fläche von etwa 250 km² als Teil der Orvinfjella auf. Benannt wurde das Gebirge nach Eduard Dallmann, dem Kapitän des Auxiliarseglers Groenland, der von 1873 bis 1874 Wal- und Robbenbestände in der Antarktis erkundete.
Im Januar 1939 wurde die eisfreie Gebirgsregion bei Flügen der Deutschen Antarktischen Expedition 1938/39 entdeckt und mit Hilfe von Luftaufnahmen dokumentiert. Da die meisten Luftbilder im Zweiten Weltkrieg verloren gingen, wurde das Gebirge während der norwegischen Antarktisexpedition 1956–1960 erneut photogrammetrisch aufgenommen und zur genaueren Orientierung auch Passpunkte am Boden eingemessen. Die ersten geologischen Forschungsarbeiten fanden im Rahmen der 4. Sowjetischen Antarktisexpedition 1958–1960 statt. Die systematische geologische Kartierung und Erforschung wurde 1995–1996 von der GeoMaud-Expedition fortgesetzt.

## Geographie
Das Gebirge besteht aus zwei geomorphologisch unterschiedlichen Bereichen. Der westliche Teil wird von einem bis 2486 m hohen, kompakten Gebirgsmassiv mit einem weiten, nach Norden offenen Kar gebildet. Der östliche Teil, durch ein vergletschertes Tal (Slabotnen) vom Hauptmassiv getrennt, ist ein in Nord-Süd-Richtung verlaufender, stark gegliederter Gebirgskamm, der den Namen Småskeidrista trägt. An dessen südlichem Ende liegt der Mörkenatten, die mit 2515 m höchste Erhebung des Gebirges. Nach Norden senkt sich der Kamm auf 1590 m ab und ragt nur noch in Form einzelner Nunataks aus dem Inlandeis heraus. Nach Westen und Osten wird das Gebirge durch breite Gletscher begrenzt; der Glopeken im Westen trennt die Dallmannberge vom Conradgebirge, im Osten bildet der Somoveken die Grenze zum Alexander-von-Humboldt-Gebirge. Beide Gletscher vereinigen sich auf dem nördlichen Vorland des Gebirges und fließen auf das Lasarew-Schelfeis hinaus.

## Geologie
Das Gebirge besteht aus hochgradig metamorphen, mehrfach gefalteten Gneisen, Amphiboliten und Marmoren, deren Ausgangsgesteine Vulkanite und Sedimentgesteine eines Inselbogens mit mesoproterozoischem Alter sind. An der Wende Mesoproterozoikum/Neoproterozoikum wurden diese Gesteine bei der Kollision des Inselbogens mit dem Kalahari-Kraton erstmals deformiert und metamorph überprägt. Eine weitere Deformation durchliefen die Gesteine bei der Kollision von West- und Ost-Gondwana vor ca. 540 mya, wobei der heutige Faltenbau entstand. Seit dem Ordovizium unterliegt das Gebirge der Abtragung.